# 기기가요
기기가요(일본어: 記紀歌謡 키키카요우[*])는 <고사기> <일본서기>에 수록된 노래의 총칭이다. 대체로 <고지키> 113수, <니혼쇼키> 127수, 그중 공통되는 노래 52수이다.
내용은 장면으로 보아 민요·예요(藝謠)·궁정가요·이야기가요 외에 동요와 요오카(謠歌＝와자우타) 등으로 나뉘며, 소재(素材) 면에서는 연애·전투·제사·주연의 노래로 나뉜다.

## 참고 자료
- 이 문서에는 다음커뮤니케이션(현 카카오)에서 GFDL 또는 CC-SA 라이선스로 배포한 글로벌 세계대백과사전의 내용을 기초로 작성된 글이 포함되어 있습니다.